# Clunio balticus
Clunio balticus är en tvåvingeart som beskrevs av Heimbach 1978. Clunio balticus ingår i släktet Clunio och familjen fjädermyggor. Arten är reproducerande i Sverige. Inga underarter finns listade i Catalogue of Life.